# Fonderie Paccard
La fonderie de cloches Paccard est une société fabriquant des cloches depuis 1796, installée à Sevrier, dans le département français de la Haute-Savoie. Le site accueille également le Musée Paccard.

## Histoire

### Naissance et début de la fonderie
L'histoire de la fonderie débute en 1796, en pleine période révolutionnaire, lorsqu'Antoine Paccard, alors syndic (maire) depuis 1795 du petit village de Quintal dans les environs d'Annecy, et forgeron agricole de son état, doit réaliser une nouvelle cloche pour l'église du village afin de remplacer celle qui avait été détruite lors de la Terreur. Son métier étant de forger des fers à chevaux et des bandes de roulement pour les roues des chars, il fait appel à un fondeur professionnel itinérant, Jean Baptiste Pitton, originaire de Carouge, afin d'équiper le clocher de l'église d'une nouvelle cloche. 
De cette rencontre naît entre Antoine Paccard et ce métier un amour irrépressible. Âgé de 26 ans, il apprend son métier en tant qu'apprenti du maître-fondeur Jean-Baptiste Pitton, puis il démarre un petit atelier de fonderie. Il fabrique son premier four à Quintal et l'exploite avec ses enfants, avant que ses descendants ne prennent la relève. 
À sa mort en 1832, ses fils Jean-Pierre et Claude reprennent le flambeau de l'entreprise, qui se développe et connaît ses premières exportations. Après la mort de Jean-Pierre, son épouse, dite « la Fanfoué » participe à la direction de la fonderie.

### L'installation à Annecy-le-Vieux
De 1854 à 1857, Claude Paccard transfère la fonderie familiale de Quintal vers la commune d'Annecy-le-Vieux au lieu-dit « l'Abbaye ». Le chemin de fer vient d'arriver à Annecy.

Ses neveux, Georges et Francisque, font évoluer la fonderie en entreprise spécialisée. Georges Paccard redécouvre et met au point toutes les techniques de fabrication des cloches, des plus petites aux plus massives. Il fait alors appel aux conseils de spécialistes en acoustique et de mathématiciens pour rechercher la perfection dans le dessin de la courbe et dans la justesse des notes. La fonderie acquiert une réputation nationale et mondiale ; quelque 700 à 800 cloches sont coulées chaque année.

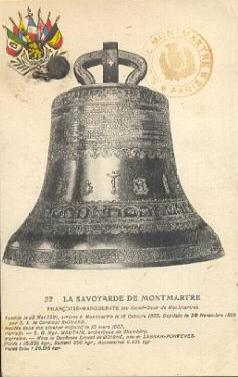
La Savoyarde, carte postale (1907)
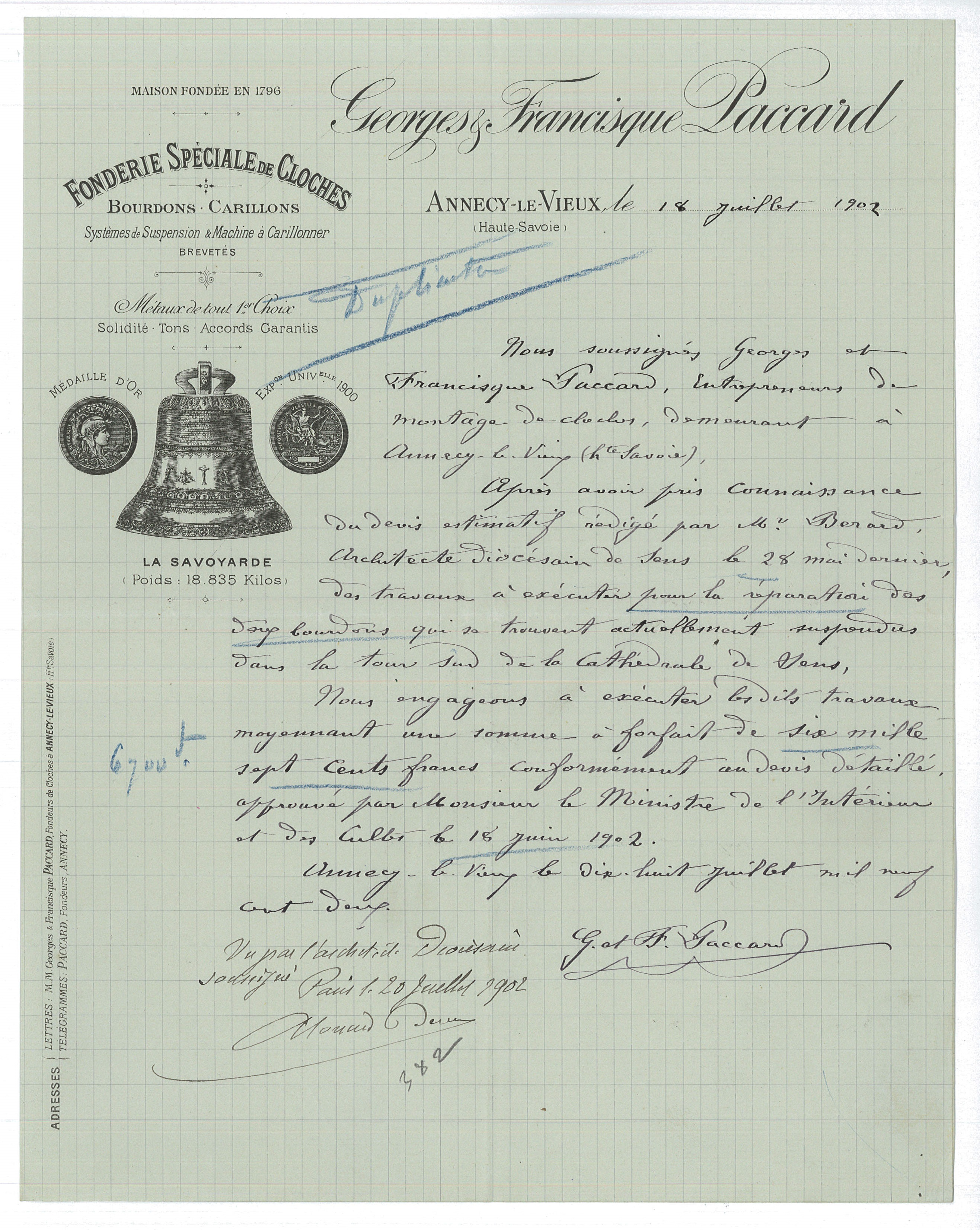
Papier à entête de la fonderie Paccard avec la Savoyarde, concernant la réparation des bourdons de la cathédrale de Sens (1902)
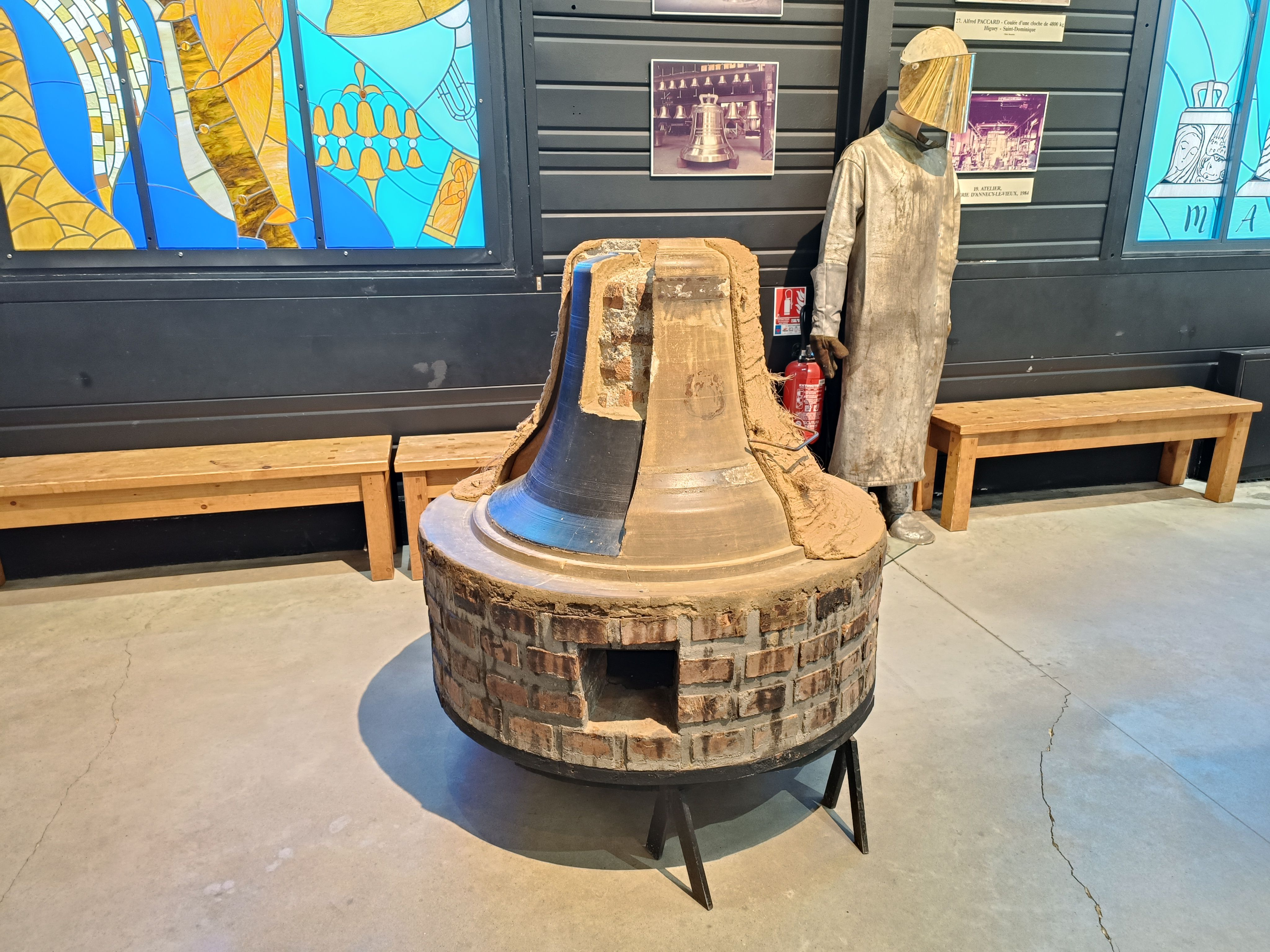
Modèle pédagogique pour expliquer les étapes successives de la fabrication d'une cloche

En 1891, la fonderie coule la plus grosse cloche de France, la Savoyarde, un bourdon installé au campanile de la nouvelle basilique du Sacré-Cœur de Montmartre à Paris qui a été offerte par François-Albert Leuillieux, archevêque de Chambéry. Ce bourdon, toujours un des plus gros du monde, pèse 18 835 kg, mesure 3,06 m de hauteur pour 9,60 m de circonférence extérieure, une épaisseur à la base de 22 cm et un battant de 850 kg. Un train de 28 chevaux attelés sera utilisé pour tirer le chariot jusqu'au sommet de la butte parisienne.
En 1914, ses fils coulent la Jeanne-d'Arc, un bourdon de 16 tonnes ; avec ce dernier, est mis au point le système d'accordage qui permet aux cloches de sonner parfaitement justes. Installé en 1920, ce bourdon disparaîtra dans l'embrasement de clocher de la cathédrale lors du bombardement de Rouen le 1er juin 1944 ; pour le remplacer, un premier carillon de 50 cloches est installé en 1954 dans la cathédrale. En 1959, la Jeanne-d'Arc est refondue en un bourdon plus petit (10 tonnes), mais accompagné de 6 autres cloches d'une tonne.
Pendant cet âge d'or commencé à la fin du XIXe siècle, les carillons vont concurrencer les cloches et les horloges et la fonderie dirigée par Alfred Paccard et ses cousins Henri et Louis va en devenir le grand spécialiste mondial. Parmi les plus importants carillons réalisés : tour Yolande de Chambéry (70 cloches), université de Californie à Berkeley (68 cloches), le carillon de Douai pour le beffroi de l'hôtel-de-ville (62 cloches), cathédrale Saint-Bénigne de Dijon (56 cloches), basilique Sainte-Thérèse de Lisieux (48 cloches), église Saint-Blaise de Sévrier (25 cloches en 2001), le carillon du Mas Rillier (50 cloches).
En 1950, le gouvernement américain commande 57 cloches, répliques exactes de la fameuse Liberty Bell, dont 55 exemplaires sont destinés à chacun des États ou territoires, ainsi qu'au District de Columbia. En juillet 1951, le gouvernement américain offre un des deux exemplaires restant (l'autre étant envoyé au Japon) à Annecy « en reconnaissance de l'habileté technique et de l'art de ses ouvriers et pour rappeler que la liberté est un héritage commun ». Cette cloche est installée dans la basilique Saint-Joseph-des-Fins d'Annecy. Au total, la fonderie coulera trois cents répliques de la Liberty Bell, dont l'une d'elles sera installée dans la propriété du chanteur Michael Jackson.
De 1975 à 1998, Pierre Paccard, après avoir obtenu son diplôme d'ingénieur de l'université de Lille, prend la direction de la fonderie.
En 1986, à l'occasion de la visite du Pape Jean-Paul II, deux cloches sont fondues : la première de 145 kilos a été offerte au pape qui a désiré qu'elle soit installée dans une église de Pologne ; la deuxième de 160 kilos, dénommée Karol, a été intégrée dans le carillon de la basilique de la Visitation à Annecy.

### Depuis 1989
En 1989, après 155 années de présence, l'entreprise quitte le territoire d'Annecy-le-Vieux pour s'installer à Sévrier. La commune propose en effet des terrains dans la zone artisanale du Pontet, proche de l'agglomération d'Annecy afin de rationaliser les circuits de fabrication. Les locaux sont plus petits, mais plus adaptés et modernes. Ils permettent d'installer également le musée de la Cloche, devenu en 2004 le musée Paccard, où les souvenirs des deux siècles de ce mariage du fer et du feu sont exposés et où on explique aux visiteurs la magie de la transformation spectaculaire du métal brut en pièces d'art uniques.

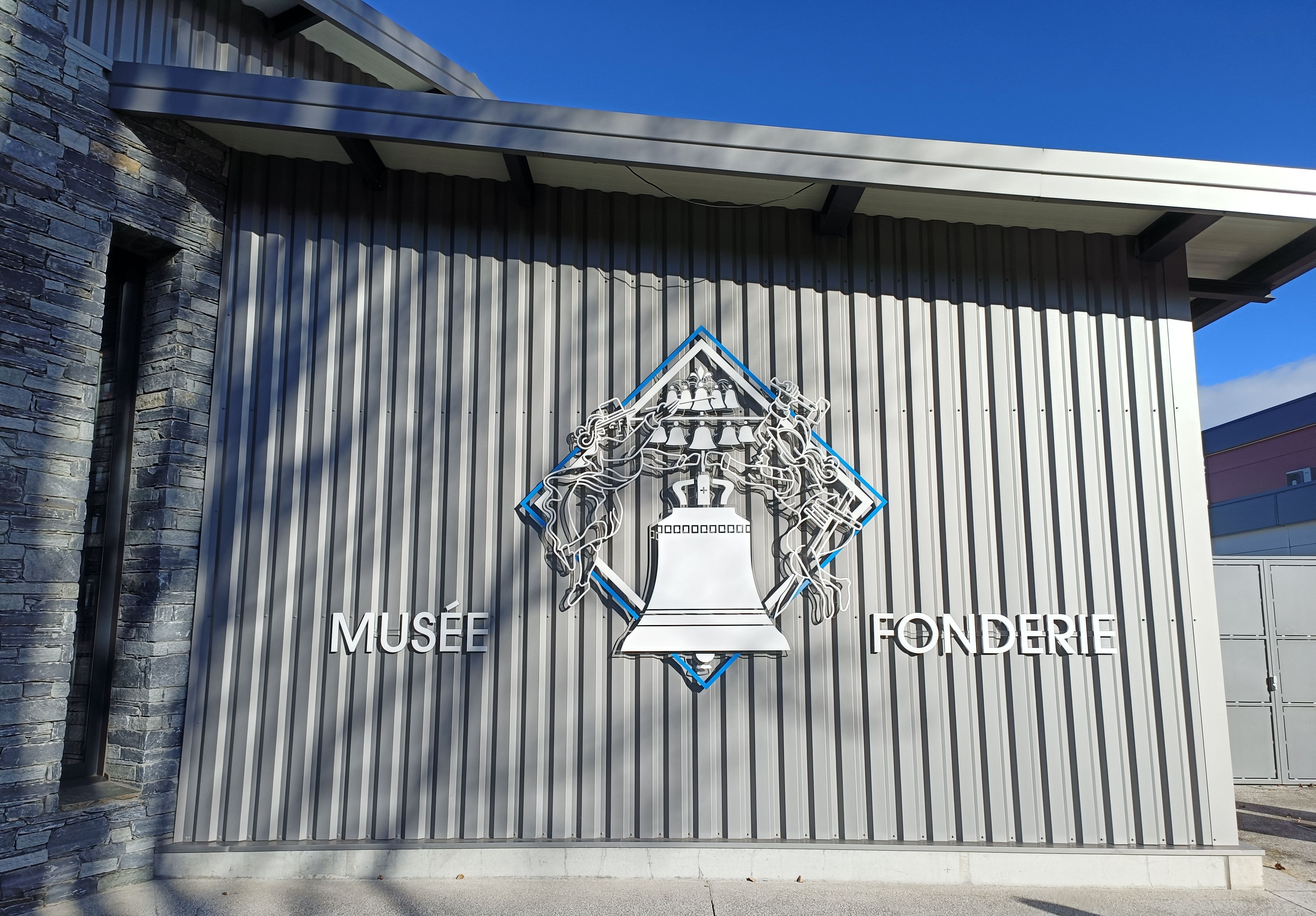
Logo de la fonderie et du musée Paccard
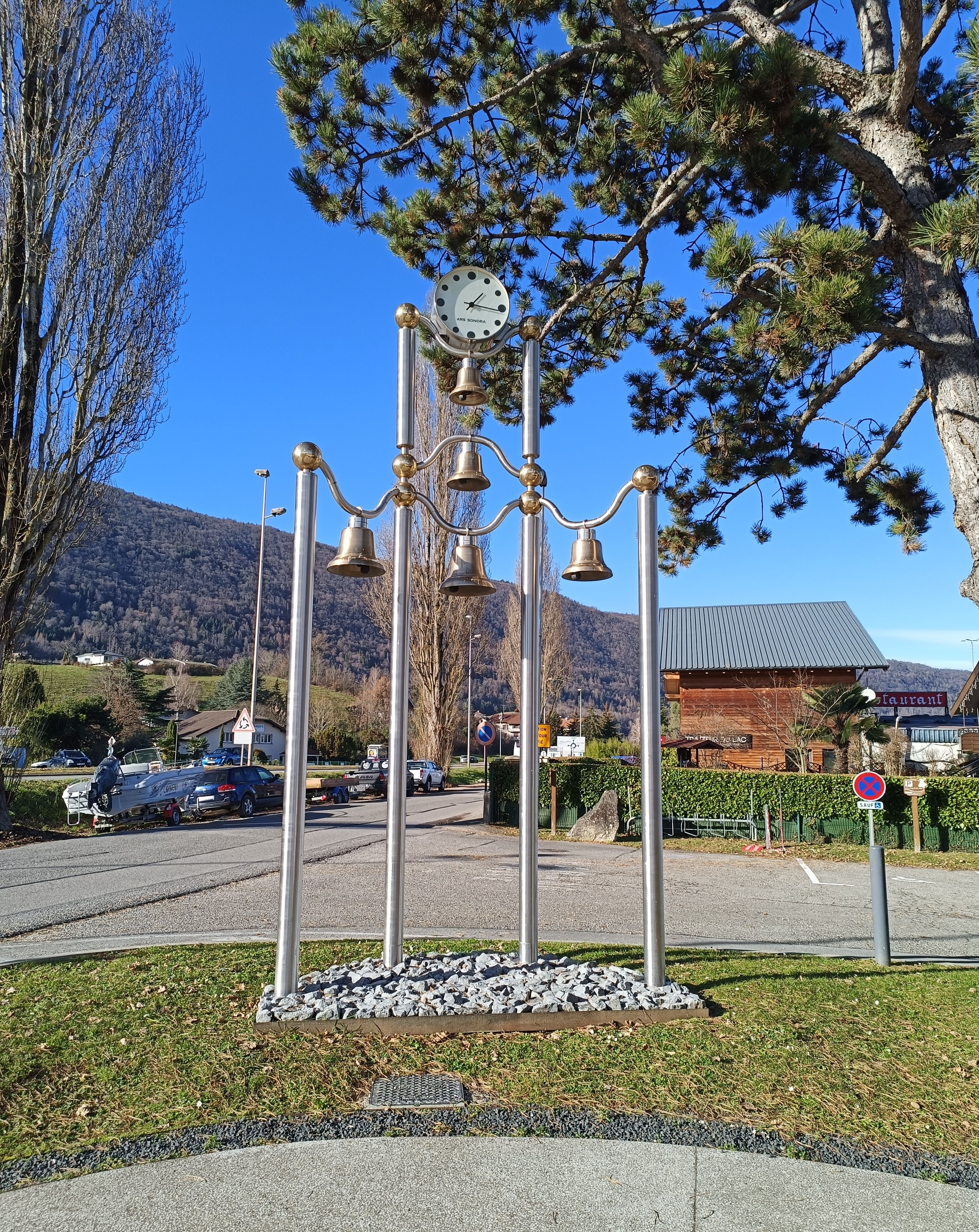
Carillon devant le bâtiment du musée
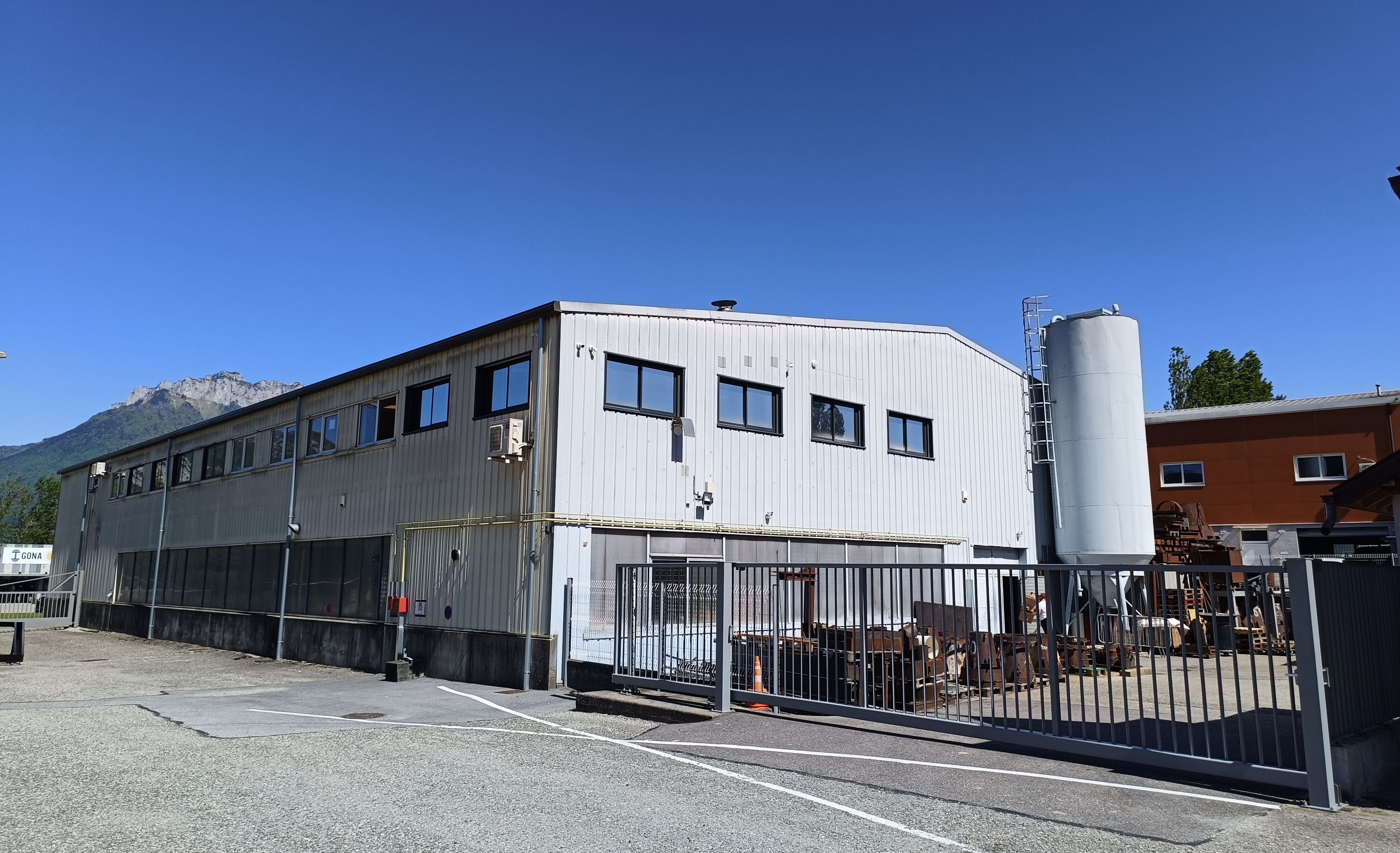
Bâtiment de la fonderie
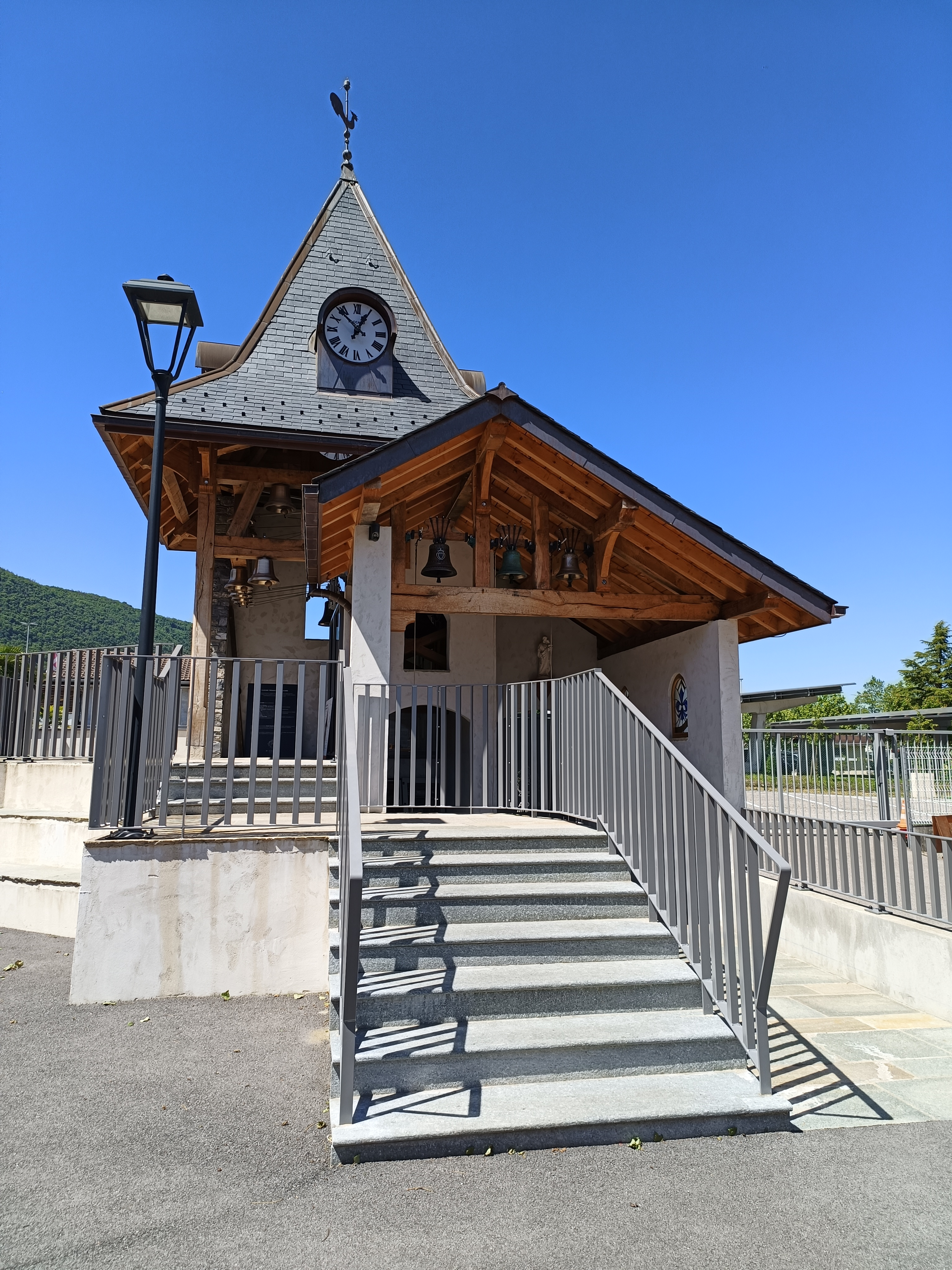
Carillon pédagogique entre le musée et la fonderie
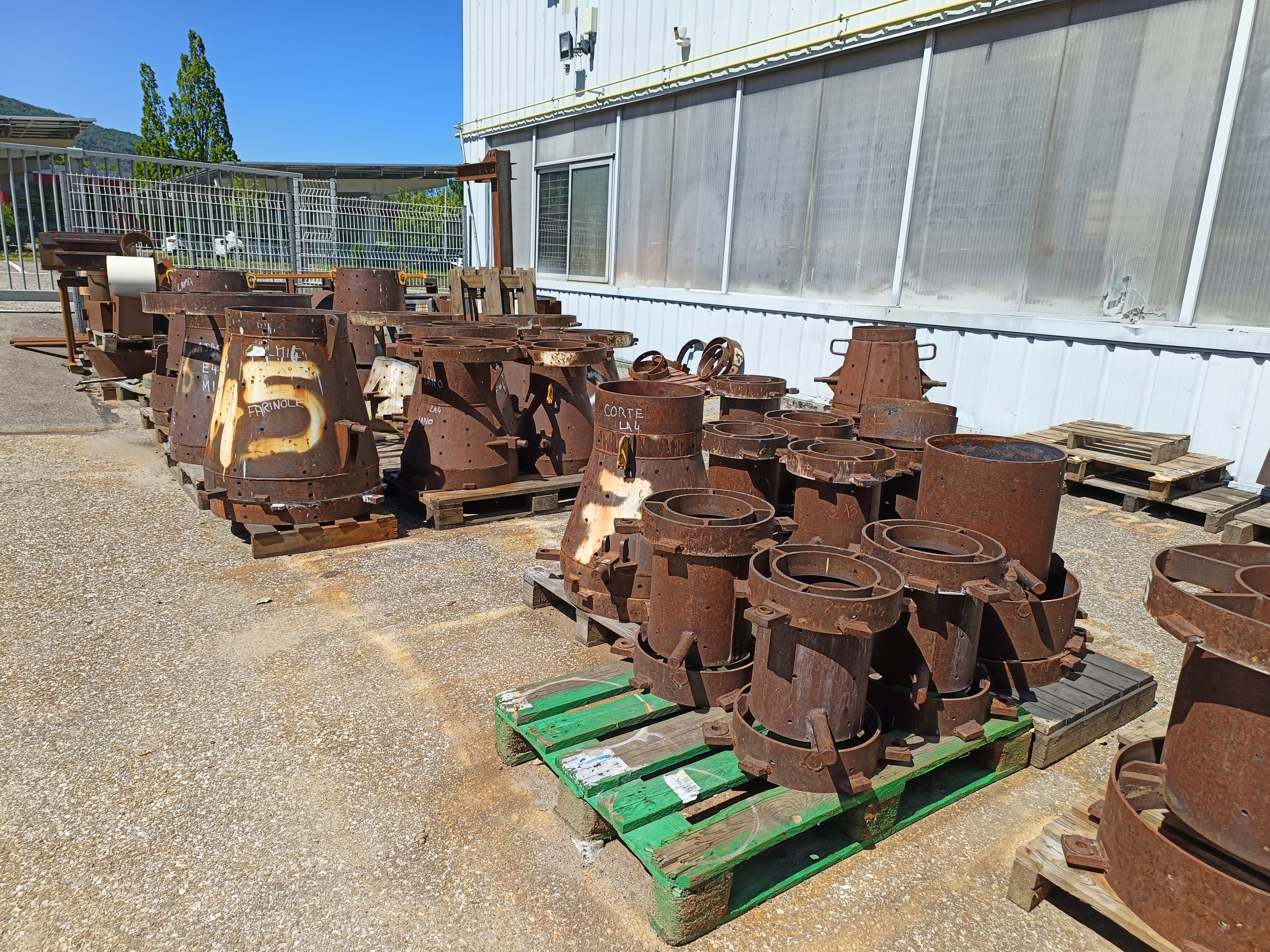
Moules utilisés pour la fabrication des cloches

Philippe Paccard prend la direction de la fonderie à la suite de son père Pierre. Elle est toujours dirigée par la même famille depuis plus de 200 ans et ses patrons, Philippe et Cyril Paccard sont les représentants de la 7e génération de fondeurs. En 2003, la fonderie emploie 19 personnes avec un chiffre d'affaires de 2 millions d'euros; en 2013, elle emploie 15 personnes. 
Depuis sa création en 1796, la fonderie Paccard a coulé près de 120 000 cloches et carillons distribués dans le monde entier. L'entreprise fabrique et vend aussi tous les accessoires liés aux cloches et carillons : battants, montures, beffrois et charpentes, claviers de tour et d'étude pour les carillons. Elle est aussi ouverte aux nouvelles technologies et intègre aujourd'hui des composants électriques et électroniques de programmation de l'heure, ainsi que des sonneries. Elle pose également des paratonnerres.

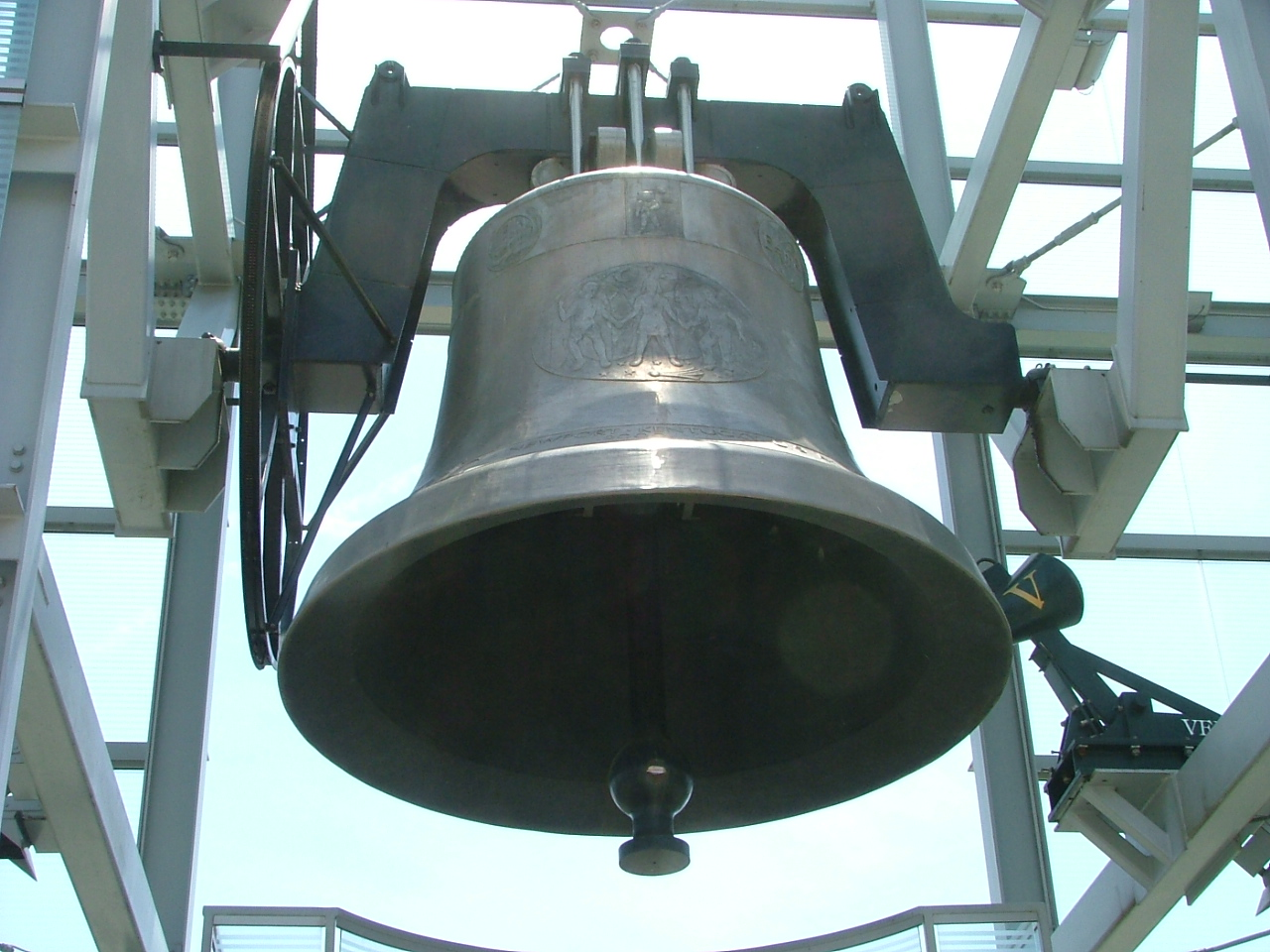
La World Peace Bell

La fin de XXe siècle a vu la création de plusieurs grosses cloches exceptionnelles :
- la World Peace Bell, aussi connue comme la cloche du millénaire, un bourdon de 33 tonnes fondu à Nantes en 1998, qui est installé au Kentucky et a été inauguré le 1er janvier 2000 à minuit. Elle a été de 2000 à 2006 la plus grosse cloche en volée du monde et est à ce jour la deuxième plus grosse cloche en volée après celle de Gotenba au Japon ;
- la plus grosse sonnerie du monde constituée par un ensemble de trois cloches (19 tonnes, 10 tonnes, 6 tonnes), installées dans la cathédrale de Markham en Ontario ;
- le plus grand carillon de France, installé à Chambéry (70 cloches)[5] ;
- la cloche installée aux îles Tonga, qui a tinté en premier lors du passage en l'an 2000 ;
- la cloche du Mont-Valérien[2], posée sur un socle, qui ne sonne pas. Reprenant les dimensions de la Jeanne-d'Arc, elle est seulement un monument en bronze où figurent les noms des 1 007 personnes fusillées sur ce site lors de l'Occupation.

La fonderie a aussi installé de nombreux autres carillons comme ceux de Douai, Dijon, Lisieux, Saint-Étienne, Berkeley, Princeton et Washington et à Paris le carillon de l'église Saint-Jean Bosco. Le fameux carillon du beffroi de Bergues, entendu dans le film Bienvenue chez les Ch'tis, a été coulé par la fonderie Paccard.
Depuis peu, l'entreprise s'est orientée vers une nouvelle niche de production, mondialisation et diversification obligent : la conception et la fabrication de sculptures musicales s'intégrant dans l'espace urbain (mobilier urbain). La fonderie a également un site internet de vente de cloche de propriété. La fonderie s'est aussi spécialisée dans la fabrication de plaques commémoratives, dont deux figurent sur l'Arc de triomphe à Paris.

### Un autre four à Quintal
Une famille alliée à Paccard a également coulé des cloches. Ainsi, Nicolas et Joseph Beauquis, frères de Françoise Beauquis (mariée à Jean-Pierre Paccard) ont livré plusieurs cloches en Savoie, en Haute-Savoie et même en Isère. Ils ont construit leur propre fonderie et coulé 136 cloches de 1852 à 1881, soit 77 568 kg pour un montant de 1 927 795,70 francs. Deux cloches notables sont issues de cette fonderie, qui sonnent en "si bémol grave". La première pèse 2 834 kilos et se trouve à l'église du Grand-Bornand. L'autre, plus lourde, pèse 3 410 kilos et se trouve au clocher de l'église de Mercury, en Savoie.

## Exportation
80 % des ventes de la fonderie Paccard sont réalisées à l'export.

## Musée
Le Musée de la Cloche est créé en 1984 à Annecy-le-Vieux par Pierre et Françoise Paccard. Il est transféré à Sevrier lors du déménagement de la fonderie en 1989. Rebaptisé Musée Paccard en 2004, il est agrandi et rénové en 2020. En plus de la boutique, le musée propose un café et un salon de thé sous le nom d'"Au Paccard Gourmand", ainsi qu'un auditorium équipé d'un carillon musical pour les concerts.

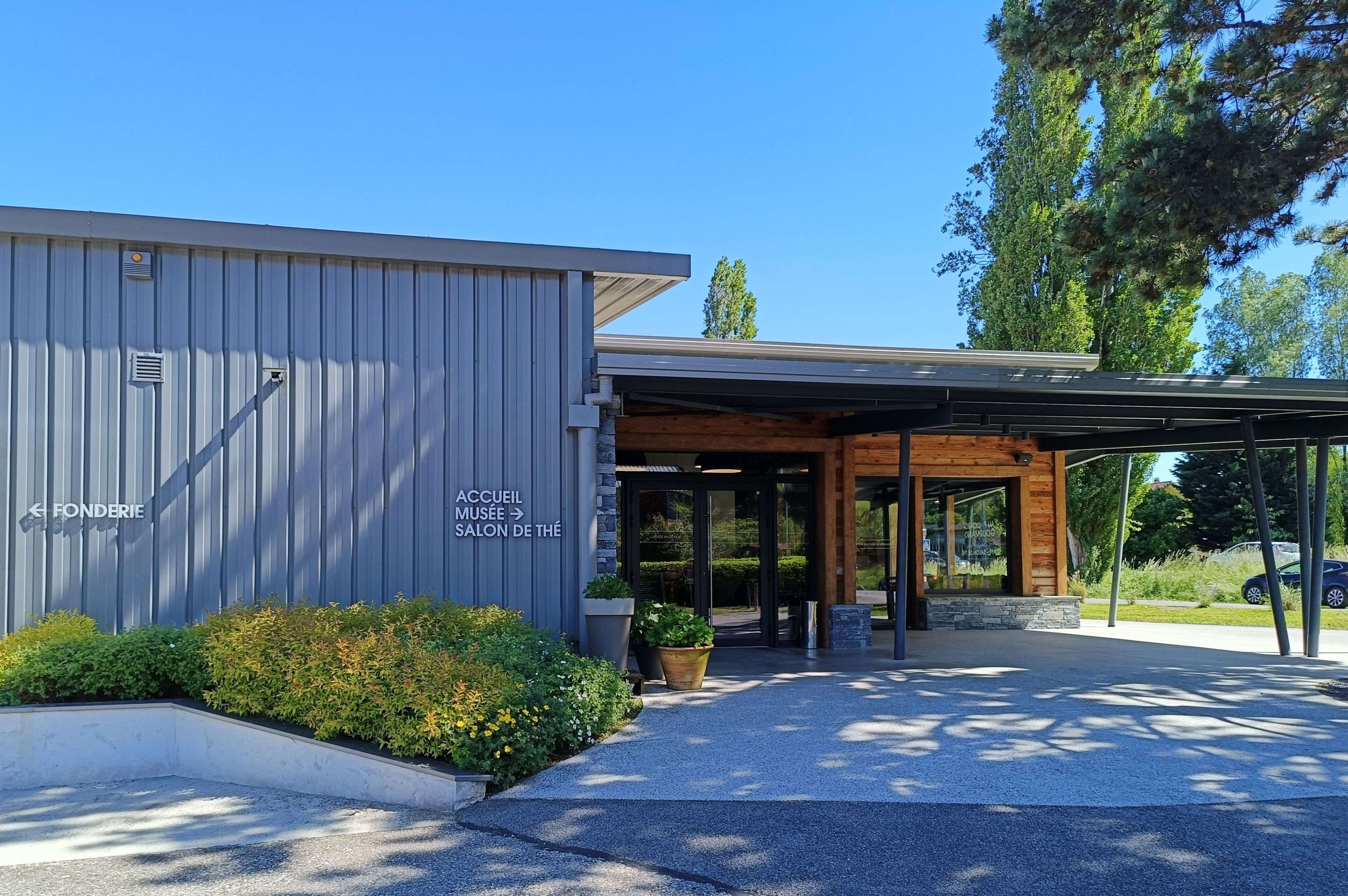
Entrée du musée Paccard
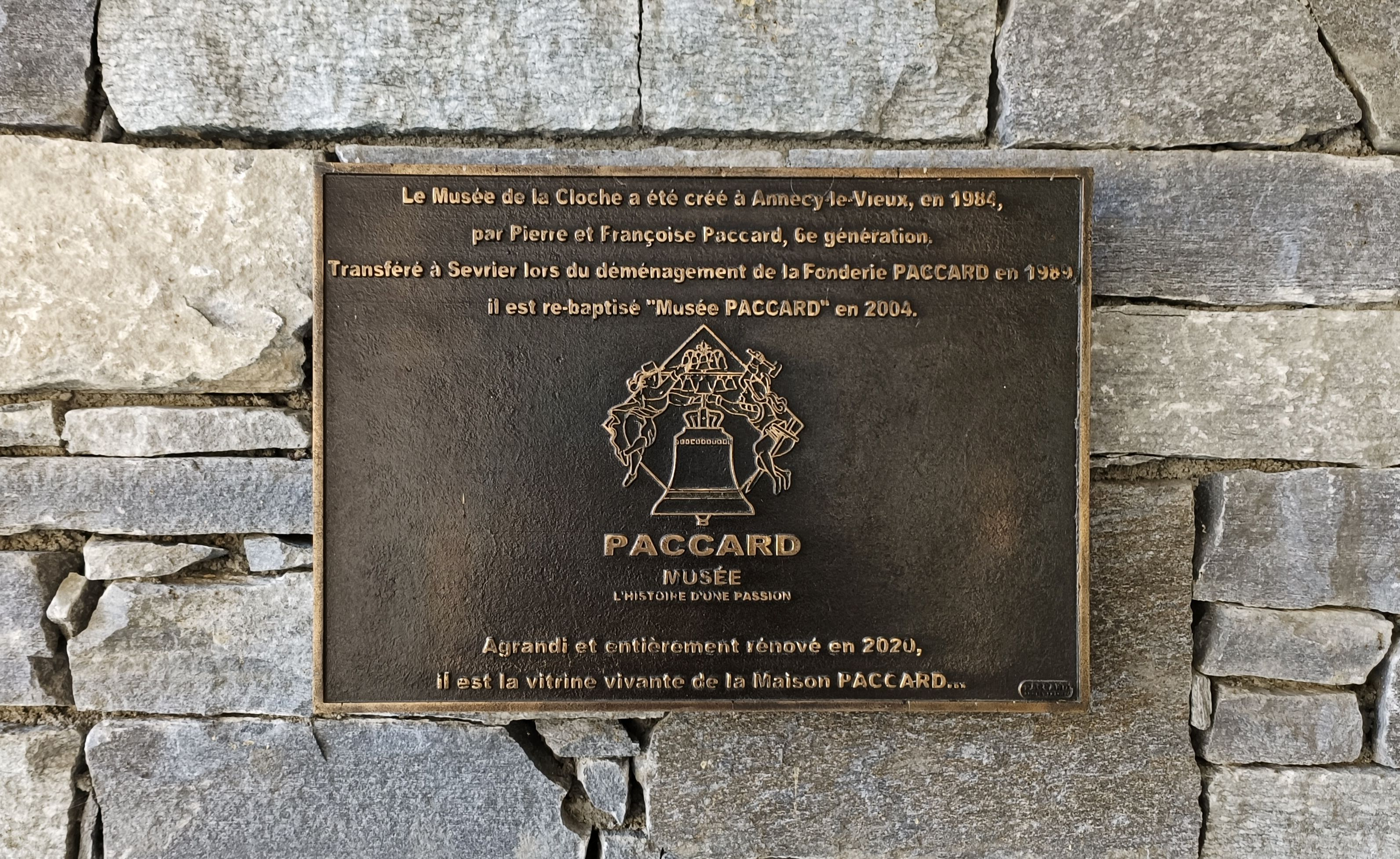
Plaque à l'entrée du musée Paccard
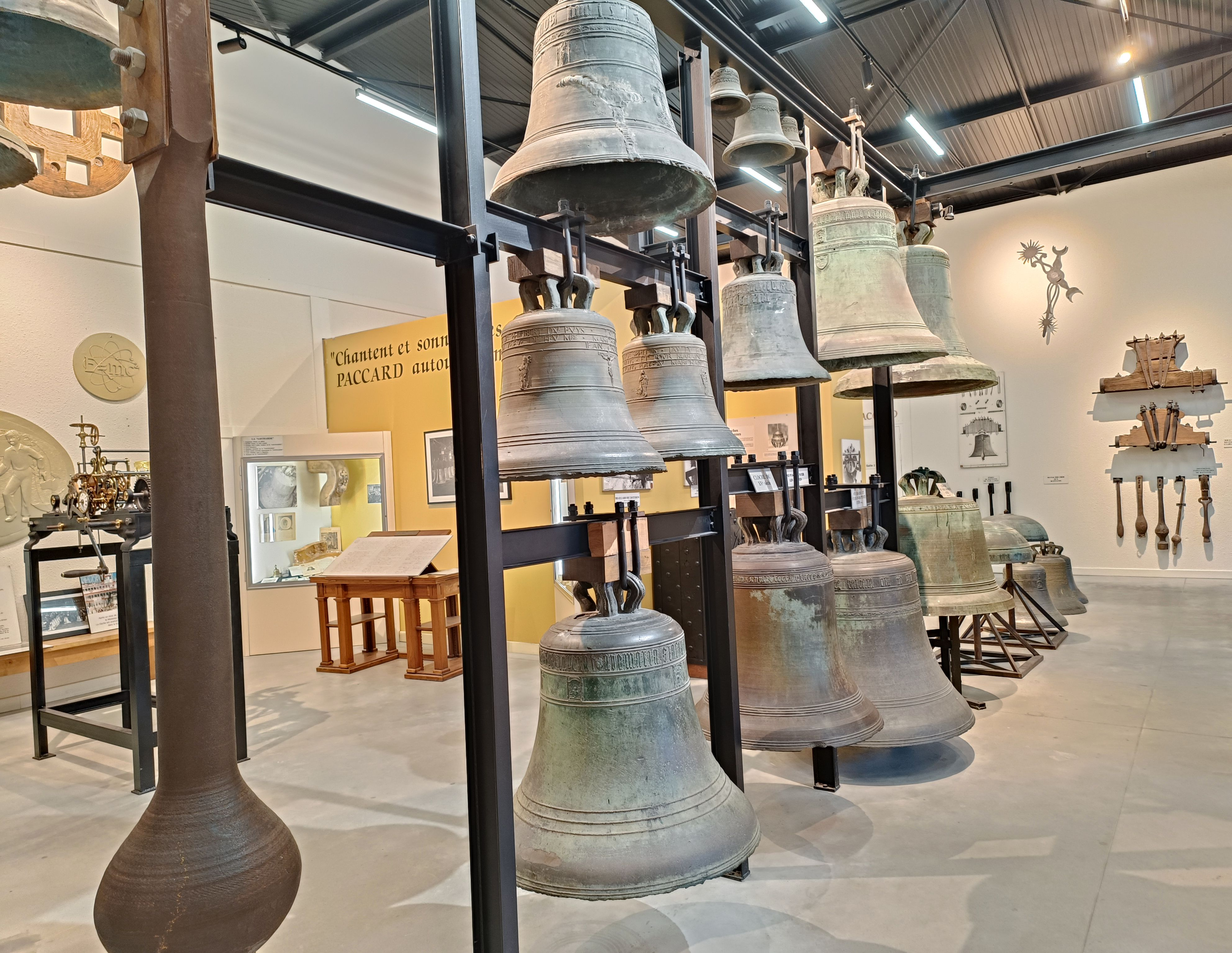
Cloches anciennes dans le musée Paccard
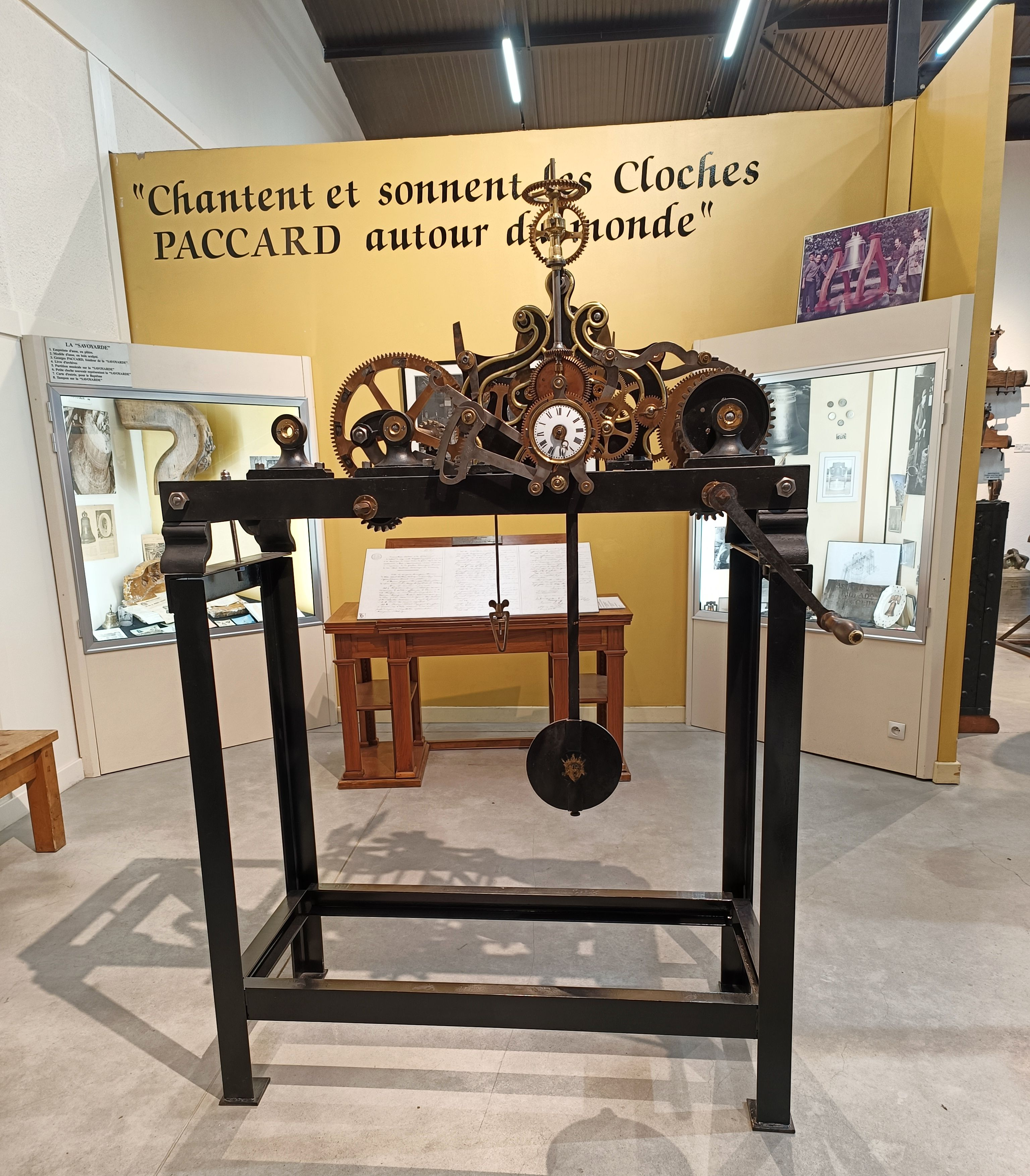
Mécanisme d'horlogerie dans le musée Paccard
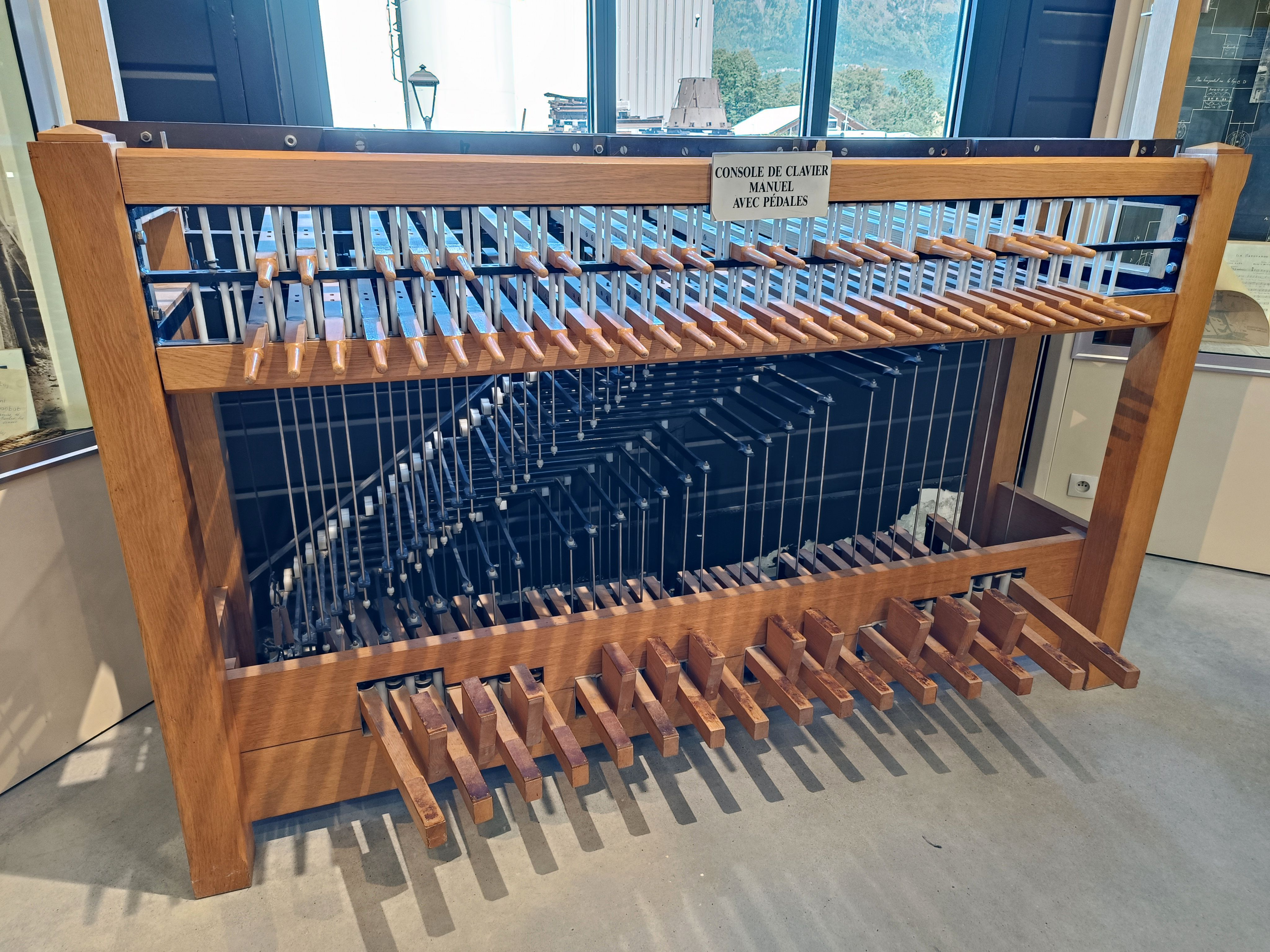
Clavier d'un carillon
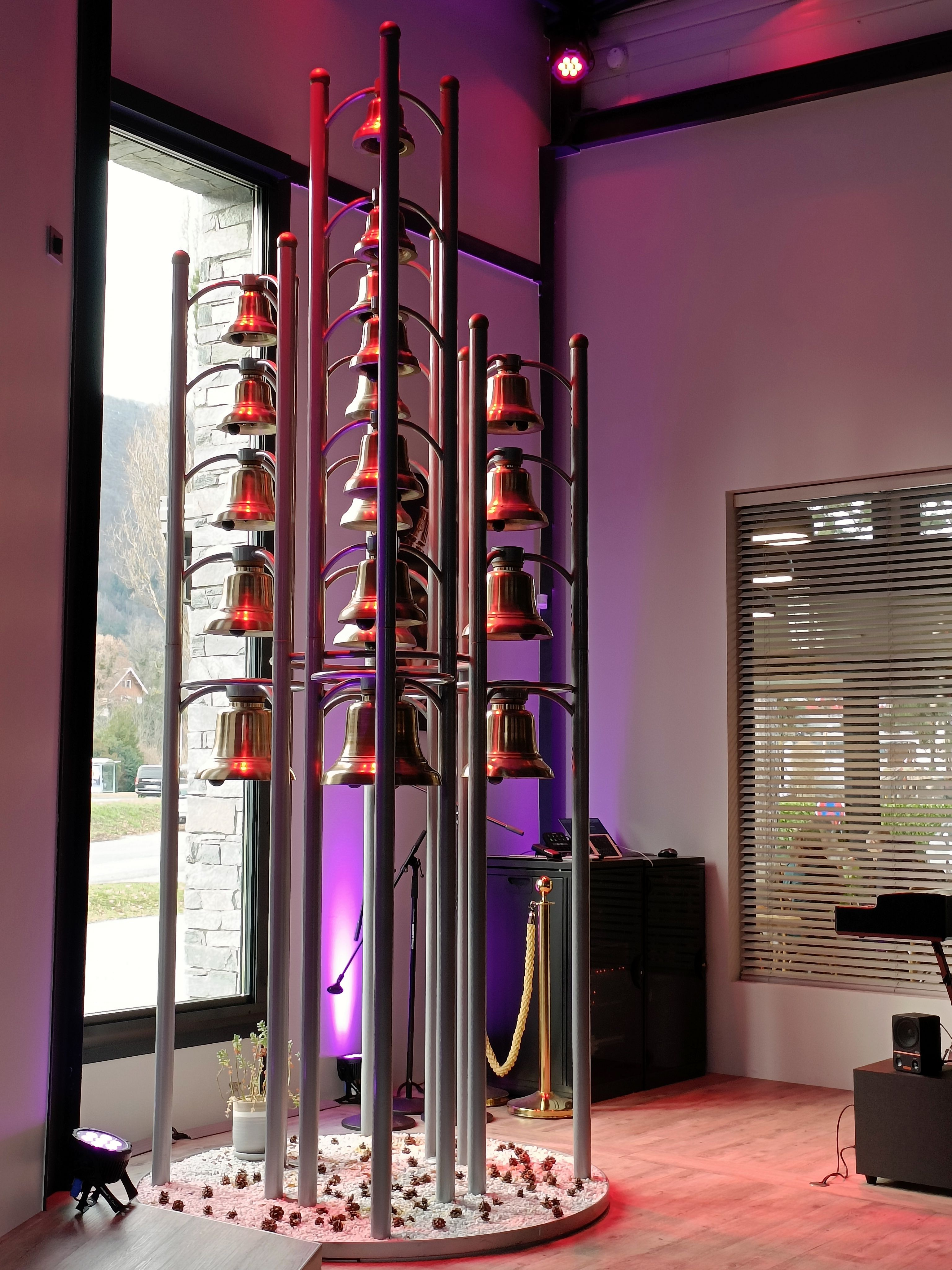
Carillon musical dans l'auditorium